# 第3海兵師団 (アメリカ軍)
第3海兵師団（だいさんかいへいしだん、英: 3rd Marine Division）は、アメリカ海兵隊の師団の一つ。第3海兵遠征軍所属。司令部は沖縄県うるま市キャンプ・コートニー。アメリカ海兵隊で現役である3個海兵師団の中では、唯一アメリカ本土以外に司令部および主力部隊を展開している。また、沖縄にいる海兵隊の大多数は同師団か、上級司令部にあたる第3海兵遠征軍所属の部隊である。

## 歴史
創設は1942年9月16日。多くの将兵を第2海兵師団から抽出する形でカリフォルニア州サンディエゴで編成された。
太平洋戦争では、4個海兵連隊を基幹兵力とし、1943年11月のブーゲンビル島の戦いに投入されたのを皮切りに、グアム、硫黄島の戦いなどの激戦に参加、多くの損害を出している。終戦時は、日本本土上陸に向けて、グアムで再編成中であった。大戦終結を受けて1945年12月28日に編成解除されている。
朝鮮戦争が開始されると、1952年1月7日にカリフォルニア州キャンプ・ペンドルトンで復帰編成された。直接戦地には展開せず、主に補充兵の提供や、前線に展開していた第1海兵師団の後方支援を行った。
ベトナム戦争にも参加し、多くの作戦に従事した。1967年11月14日、師団長だったブルーノ・ホクマス少将は、搭乗していたヘリの墜落により戦死している。

## 編成
第3海兵師団は、他の海兵師団と比較して戦力が少ない。戦車大隊が配備されていないほか歩兵連隊も1個少なく、多くの部隊が編成に入っていない。
さらに、同師団には他の師団に見られない特徴として、部隊配備プログラム（通称UDP）を実施している点が挙げられる。これは、師団隷下の部隊の中でも、歩兵大隊、砲兵中隊などの部隊を普段は本土に展開させておき、その中から必要な部隊を適宜6ヶ月程度の周期で沖縄へ展開させるプログラムの事である。そのため、編成上は沖縄に主力がいるように見えるほか、多くの将兵が沖縄に在住しているのは事実だが、ほとんどが本土からローテーションで派遣されてくる部隊である。そのため、沖縄に常駐している部隊は、この編成表の中でもさらに少数の部隊に限られるほか、展開している海兵隊員のほとんどは、沖縄の文化に馴染む間もなく交代していくため、地元民とのトラブルの一因になっているとも思われる。

- 司令部大隊
- 第3海兵連隊
- 第4海兵連隊 - キャンプ・シュワブ駐留
- 第12海兵連隊 - 砲兵連隊・キャンプ・ハンセン駐留
- 第3偵察大隊
- 戦闘強襲大隊